# Phymaturus desuetus
Espèce
Statut de conservation UICN

 DD  : Données insuffisantes
Phymaturus desuetus est une espèce de sauriens de la famille des Liolaemidae.

## Répartition
Cette espèce est endémique du Sud de l'Argentine.

## Description
C'est un saurien vivipare.

## Publication originale
- Scolaro & Tappari, 2009 : Una nueva especie del género Phymaturus del “grupo patagonicus” en los afloramientos rocosos del sudoeste de la provincia de Rio Negro, Patagonia Argentina (Reptilia: Iguania: Liolaemidae). Naturalia Patagónica, vol. 4, p. 81–94.